# Wilhelm Füßl

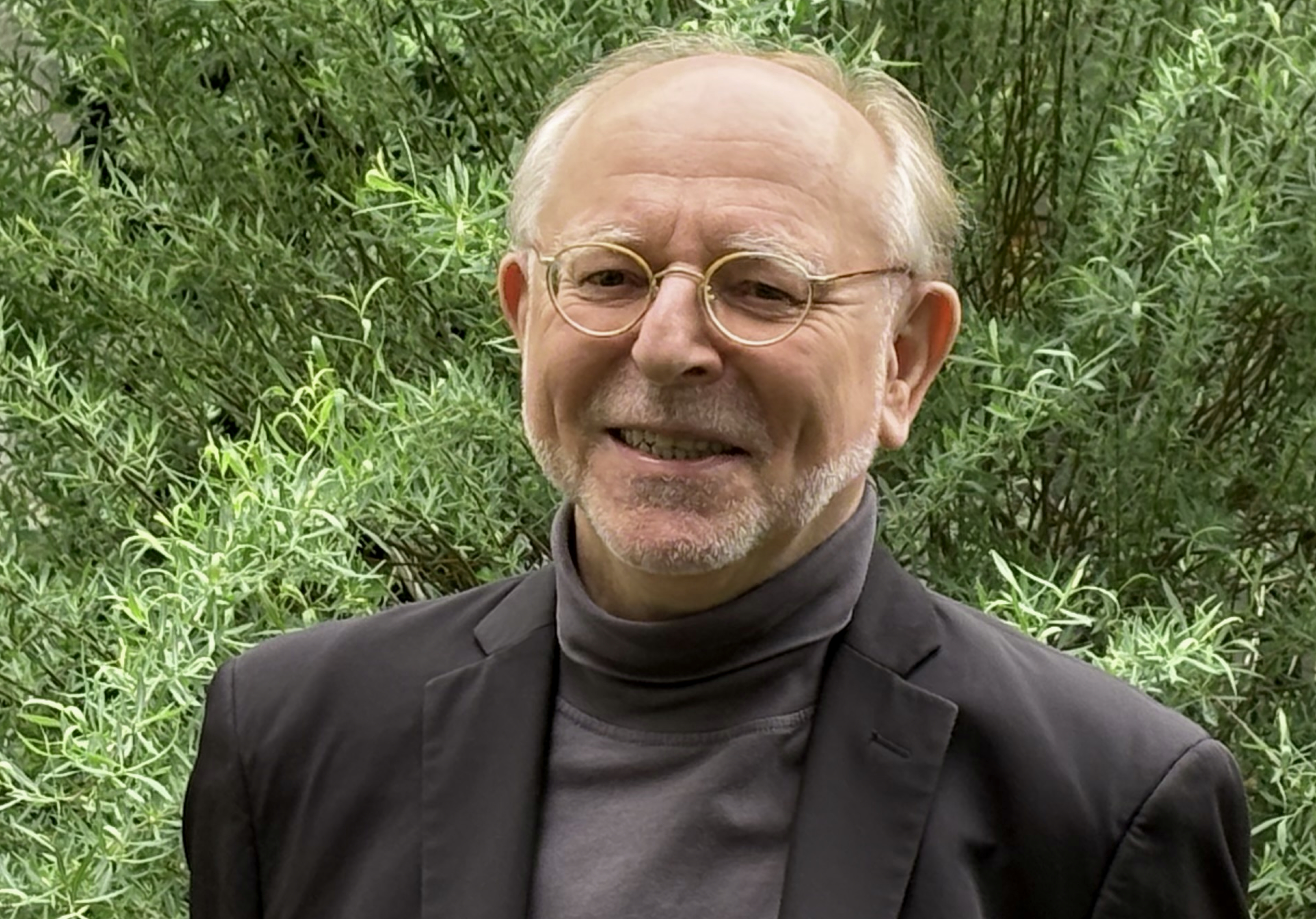
Wilhelm Füßl, 2025

Wilhelm Füßl (* 16. August 1955 in Altenstadt an der Waldnaab) ist ein deutscher Historiker und Archivleiter im Ruhestand.

## Leben
Füßl studierte Geschichte, Germanistik und Sozialkunde an der Universität München und wurde dort 1986 bei Eberhard Weis mit einer Arbeit über den Rechtsphilosophen Friedrich Julius Stahl promoviert. Nach unterschiedlichen Tätigkeiten im In- und Ausland wechselte er 1991 an das Deutsche Museum in München. Von 1992 bis Mai 2021 war er Leiter des dortigen Archivs.
Sein Forschungsinteresse gilt der Geschichte technischer Sammlungen und den Wechselwirkungen von Biografie und Technik- bzw. Wissenschaftsgeschichte.

## Schriften
- Wilhelm Füßl schrieb zahlreiche Artikel für das Biographisch-Bibliographische Kirchenlexikon (BBKL).

### Monografien
- Professor in der Politik. Friedrich Julius Stahl (1802–1861). Das monarchische Prinzip und seine Umsetzung in die parlamentarische Praxis (1988).
- Oskar von Miller (1855–1934). Eine Biographie (2005).
- Schatzkammer für Technik und Wissenschaft. Das Archiv des Deutschen Museums (2022).
- Arthur Schönberg (1874–1943). Ein Ingenieurleben im Schatten Oskar von Millers (2024).

### Herausgeber oder Mitherausgeber
- Biographie und Technikgeschichte (1998).
- Geschichte des Deutschen Museums. Akteure, Artefakte, Ausstellungen (2003).
- Wirklichkeit und Illusion. Dioramen im Deutschen Museum (2017).
- Kultur bewahren. Die Archive der Leibniz-Gemeinschaft (2018).
- Von Ingenieuren, Bergleuten und Künstlern. Das Digitale Porträtarchiv „DigiPortA“  (2020).

### Ausstellungskataloge
- 100 Jahre Konrad Zuse – Einblicke in den Nachlass (2010).
- Konstruierte Wirklichkeit. Philipp Lenard (1862–1947). Biografie – Physik – Ideologie (2012).
- Licht und Schatten. Ernst Mach | Ludwig Mach (2017).